# 힐스테이트 선화 더와이즈
힐스테이트 선화 더와이즈(영어: Hillstate Seonhwa The Wise)는 대한민국 대전광역시 중구 선화동에 위치한 아파트이다. 최고 층수는 지상 49층이고 최고 높이는 178m이다. 현대건설이 시공하고 시행사는 우리자산신탁이고 위탁사는 와이즈클래스에이다. 2021년부터 계획이 시작되었고 2023년에 분양하고 착공에 들어갔다. 2027년 2월에 완공할 예정이다. 더와이즈는 단지명인데 펫네임이 아니라 시행사 명칭이다.

## 역사
2021년 더 와이즈 그룹의 최초 사업은 대전광역시 중구 선화동에 짓는 개발이다. 대전광역시 곳곳에 힐스테이트라는 주상복합 아파트가 들어선다고 한다. 2022년에는 공급될 계획이 있다. 11월에 분양한다고 한다. 2023년에 분양을 한다. 분양이 완료되었고 이미 착공하였고 이미 공사가 시작되었고 공사중이고 2027년 2월에 완공할 예정이다.

## 구성
다음은 힐스테이트 선화 더와이즈의 구성이다.
| 동 명칭 | 층수 |
| ------- | ---- |
| 401동   | 49층 |
| 402동   | 49층 |
| 403동   | 46층 |
| 404동   | 45층 |
| 405동   | 45층 |

## 높이
최고 높이는 178m이고 최고 층수는 지상 49층이다. 2027년 완공 후 높이를 자랑한다. 2027년에 들어서는 대전광역시 중구에서 높은 170m 이상의 아파트이다. 완공되면 이미 완공된 힐스테이트 가양 더와이즈(102동 49층, 170m)보다 더 높은 아파트가 된다. 이 아파트보다 8m 더 높은 아파트가 되는거다.

## 특징
지상 49층 높이의 주상복합 아파트고 랜드마크다. 상업시설, 부대시설, 피난안전구역 등이 들어선다. 대전 변화의 중심인데 도심융합특구를 지정했다. 스마트시스템은 첨단시스템이다. 에너지절감 시스템, 안전 시스템, 청정 시스템, 편의 시스템이 들어선다. 총 주차대수는 1,453대( 공동주택 1,287대 / 세대당 1.51대)다.

## 내부 시설

### 401동, 402동
| 층수                | 용도                 |
| ------------------- | -------------------- |
| 23층 ~ 49층         | 아파트               |
| 22층                | 피난안전구역         |
| 4층 ~ 21층          | 아파트               |
| 3층                 | 부대시설 / 필로티    |
| 1층 ~ 2층           | 상업시설(근생, 판매) |
| 지하 4층 ~ 지하 1층 | 지하주차장           |

### 403동
| 층수                | 용도                 |
| ------------------- | -------------------- |
| 23층 ~ 46층         | 아파트               |
| 22층                | 피난안전구역         |
| 4층 ~ 21층          | 아파트               |
| 3층                 | 부대시설 / 필로티    |
| 1층 ~ 2층           | 상업시설(근생, 판매) |
| 지하 4층 ~ 지하 1층 | 지하주차장           |

### 404동
| 층수                | 용도                            |
| ------------------- | ------------------------------- |
| 23층 ~ 45층         | 아파트                          |
| 22층                | 피난안전구역                    |
| 4층 ~ 21층          | 아파트                          |
| 3층                 | 부대시설 / 필로티               |
| 2층                 | 상업시설(근생, 판매)            |
| 1층                 | 상업시설(근생, 판매) / 어린이집 |
| 지하 4층 ~ 지하 1층 | 지하주차장                      |

### 405동
| 층수                | 용도                                |
| ------------------- | ----------------------------------- |
| 23층 ~ 45층         | 아파트                              |
| 22층                | 피난안전구역                        |
| 4층 ~ 21층          | 아파트                              |
| 3층                 | 부대시설 / 필로티                   |
| 2층                 | 상업시설(근생, 판매)                |
| 1층                 | 상업시설(근생, 판매) / 아이돌봄센터 |
| 지하 4층 ~ 지하 1층 | 지하주차장                          |

## 같이 보기
- 대한민국의 마천루 목록
- 대전광역시의 마천루 목록